# Rudolf Hammacher (Schauspieler)
Rudolf Hammacher (* 11. Januar 1893 in Köln; † 2. Februar 1971 in Bern) war ein deutscher Theaterschauspieler und -regisseur, sowie Hörspielsprecher.

## Leben
Über die berufliche Entwicklung Rudolf Hammachers ist nichts in Erfahrung zu bringen. Er arbeitete bis 1954 an verschiedenen deutschen Theatern als Schauspieler und Regisseur. Seine Wirkungsstätten waren von 1933 bis 1937 das Stadttheater Aachen, danach bis 1942 das Nationaltheater Mannheim. Anschließend ging Hammacher nach Berlin und war von 1942 bis 1949 (unterbrochen von der kriegsbedingten Schließung aller deutschen Theater) am Deutschen Theater beschäftigt. Dort leitete er nach Ende des Zweiten Weltkriegs eine Zeitlang die Schauspielschule des Theaters. 1950 wechselte er an das Badische Staatstheater Karlsruhe, wo er unter anderem Friedrich Schillers Räuber mit Gustaf Gründgens inszenierte. Weitere Regiearbeiten waren Das große Welttheater von Pedro Calderón de la Barca und das Kleist-Drama Prinz Friedrich von Homburg.
1954 wechselte Hammacher in die Schweiz und setzte seine Karriere am Stadttheater Bern fort, zunächst als Schauspieler und Regisseur, ab 1955 dann auch als Oberspielleiter. Hier inszenierte er Schweizer Erstaufführungen wie Christopher Marlowes Ende von Marcel Gero und Das Bild des Menschen von Peter Lotar. Unter den etwa 30 Inszenierungen, die unter Hammachers Regie entstanden, waren ferner Dantons Tod von Georg Büchner, Goethes Faust, Maria Stuart von Friedrich Schiller oder die Winterballade von Gerhart Hauptmann sowie das Shakespeare-Drama Macbeth. 1959 wechselte Hammacher an das Berner Atelier-Theater, wo er überwiegend als Schauspieler wirkte. Zu nennen sind der Butler im Besuch der alten Dame von Friedrich Dürrenmatt, der sein Stück hier selbst inszenierte, Professor Gollwitz in dem Schwank Der Raub der Sabinerinnen von Paul und Franz von Schönthan oder der Richter in Requiem für eine Nonne nach dem gleichnamigen Roman von William Faulkner. Gastweise spielte Hammacher auch weiterhin am Stadttheater und übernahm Regieaufgaben am Theater der Stadt Koblenz.
Rudolf Hammacher war mit der Schauspielerin Lieselotte Rietzschel verheiratet. Aus dieser Verbindung ging die Tochter Christiane (* 1939) hervor, die ebenfalls den Schauspielerberuf ergriff. Hammacher verstarb 78-jährig in Bern.

## Hörspiele (Auswahl)
- 1954: Heinrich Böll: Der Heilige und der Räuber (Bischof) – Regie: Hans Gaugler (Original-Hörspiel – DRS)
- 1955: Heinrich Böll: Ein Tag wie sonst. Ich begegne meiner Frau – Regie: Hans Lietzau (Originalhörspiel – DRS)
- 1956: Friedrich Dürrenmatt: Die Panne (Pilet) – Regie: Alfons Hoffmann (Originalhörspiel, Kriminalhörspiel – DRS)
- 1963: Robert Cedric Sherriff: Bridge mit Onkel Tom (Obmann der Geschworenen) – Regie: Alfons Hoffmann (Hörspielbearbeitung, Kriminalhörspiel – DRS)
- 1963: Friedrich Dürrenmatt: Die Physiker – Regie: Alfons Hoffmann (Hörspielbearbeitung – DRS)
- 1964: Heinar Kipphardt: In der Sache J. Robert Oppenheimer – Regie: Amido Hoffmann (Originalhörspiel, Dokumentarhörspiel – DRS)
- 1965: Pier Benedetto Bertoli: Serafino, ein Radioamateur (Stimme am Telefon) – Regie: Amido Hoffmann (Originalhörspiel – DRS)
- 1967: Nelly Sachs: Nachtwache (Ein Schornsteinfeger) – Regie: Amido Hoffmann (Hörspielbearbeitung – DRS)
- 1967: Jules Verne: Reise um die Erde in 80 Tagen (Mr. Stuart, Richter) – Bearbeitung: Pavel Kohout; Co-Bearbeitung und Regie: Amido Hoffmann (Hörspielbearbeitung – SRF)

Quelle: Die Internetdatenbank HörDat